# Tayfur Havutçu
Tayfur Havutçu (nombre abjasio: Marshan; Hanau, Alemania Federal, 23 de abril de 1970) es un exjugador y actual entrenador de fútbol turco de ascendencia abjasia, nacido en Alemania Occidental. En su etapa como jugador profesional se desempeñaba como centrocampista defensivo.

## Selección nacional
Fue internacional con la selección turca en 44 ocasiones y convirtió 6 goles. Formó parte de la selección que obtuvo el tercer lugar en la Copa del Mundo de 2002.

### Participaciones en Copas del Mundo
| Mundial                        | Sede                | Resultado    | Partidos | Goles |
| ------------------------------ | ------------------- | ------------ | -------- | ----- |
| Copa Mundial de Fútbol de 2002 | Corea del Sur Japón | Tercer lugar | 3        | 0     |

### Participaciones en Eurocopas
| Copa          | Sede                 | Resultado        | Partidos | Goles |
| ------------- | -------------------- | ---------------- | -------- | ----- |
| Eurocopa 2000 | Bélgica Países Bajos | Cuartos de final | 3        | 0     |

## Clubes

### Como jugador
| Club            | País     | Año       |
| --------------- | -------- | --------- |
| SV Darmstadt 98 | Alemania | 1992-1993 |
| Fenerbahçe      | Turquía  | 1993-1995 |
| Kocaelispor     | Turquía  | 1995-1997 |
| Beşiktaş        | Turquía  | 1997-2006 |

### Como entrenador
| Club                           | País    | Año       |
| ------------------------------ | ------- | --------- |
| Beşiktaş (asistente)           | Turquía | 2006-2007 |
| Beşiktaş (interino)            | Turquía | 2007      |
| Beşiktaş (asistente)           | Turquía | 2008-2011 |
| Beşiktaş                       | Turquía | 2011      |
| Beşiktaş                       | Turquía | 2012      |
| Adana Demirspor                | Turquía | 2016      |
| Selección nacional (asistente) | Turquía | 2017-2019 |
| Kasımpaşa                      | Turquía | 2019-2020 |

## Palmarés

### Como jugador

#### Campeonatos nacionales
| Título               | Club        | País    | Año  |
| -------------------- | ----------- | ------- | ---- |
| Copa del Canciller   | Fenerbahçe  | Turquía | 1993 |
| Copa TSYD (Estambul) | Fenerbahçe  | Turquía | 1995 |
| Copa de Turquía      | Kocaelispor | Turquía | 1997 |
| Copa del Canciller   | Beşiktaş    | Turquía | 1997 |
| Copa de Turquía      | Beşiktaş    | Turquía | 1998 |
| Supercopa de Turquía | Beşiktaş    | Turquía | 1998 |
| Superliga de Turquía | Beşiktaş    | Turquía | 2003 |
| Copa de Turquía      | Beşiktaş    | Turquía | 2006 |
| Supercopa de Turquía | Beşiktaş    | Turquía | 2006 |

### Como entrenador asistente

#### Campeonatos nacionales
| Título               | Club     | País    | Año  |
| -------------------- | -------- | ------- | ---- |
| Copa de Turquía      | Beşiktaş | Turquía | 2007 |
| Superliga de Turquía | Beşiktaş | Turquía | 2009 |
| Copa de Turquía      | Beşiktaş | Turquía | 2009 |
| Copa de Turquía      | Beşiktaş | Turquía | 2011 |